# خیاط (فیلم ۲۰۱۵)
خیاط (انگلیسی: The Dressmaker) یک فیلم استرالیایی در ژانر کمدی-درام به نویسندگی و کارگردانی جوسلین مورهوس است که در سال ۲۰۱۵ منتشر شد. این فیلم بر پایهٔ رمان به همین نام در سال ۲۰۰۰ نوشتهٔ روزالی هام ساخته شده‌است. کیت وینسلت در نقش اصلی خیاط، در این فیلم نقش زنی اغواگر را ایفا می‌کند که به شهری کوچک در استرالیا برمی گردد تا از مادر بیمار و ناپایدار خود مراقبت کند. این فیلم به بررسی مضامین انتقام‌جویی و خلاقیت می‌پردازد و جوسلین مورهوس آن را «نابخشوده کلینت ایستوود با چرخ خیاطی» توصیف کرد.
این فیلم در جایگاه اول گیشهٔ استرالیا و نیوزلند ظاهر شد و دومین فیلم پرفروش استرالیا در سال ۲۰۱۵ و یازدهمین فیلم پرفروش تمام دوران در گیشهٔ استرالیا شد. با وجود نقدهای ضد و نقیض به فیلم به‌دلیل لحن ناهموار آن، نقش‌آفرینی کیت وینسلت با تحسین منتقدان همراه بود. خیاط در پنجمین دورهٔ جوایز اکتا نامزد دریافت ۱۳ جایزهٔ شد و درنهایت توانست پنج جایزه را دریافت کند. رابرت آبیل در نقد خود از لس آنجلس تایمز با وجود اینکه فیلم را دوست نداشت، اما از وینسلت بابت کم‌اهمیت جلوه دادن نقش اغراق‌آمیز خود تمجید کرد. وینسلت برای این نقش‌آفرینی برندهٔ جایزهٔ اکتای بهرین بازیگر نقش اول زن شد.

## بازیگران
- کیت وینسلت
- دارسی ویلسون
- جودی دیویس
- لیام همسورث
- هوگو ویوینگ
- سارا اسنوک
- کارولین گودال
- ربکا گیبنی
- شین جاکوبسون
- کری فاکس
- بری اتو